# Black Disciples
Os Black Disciples (freqeentemente abreviado como BDN, BDN III, BD's) é uma gangue de rua com sede em Chicago, Illinois, que recebeu cobertura significativa da mídia após o assassinato de um de seus próprios membros, um garoto de 11 anos chamado Robert Sandifer.

## História
Em 1958, um grupo de jovens adolescentes de Hyde Park, Englewood e Kenwood se reuniram como amigos para criar uma aliança para combater seus inimigos. Os fundadores - Richard Strong, David Barksdale, Mingo Shread, Prince Old Timer, Kilroy, Leonard Longstreet, Night Walker e outros - chamaram sua nova organização de "Devil's Disciples". No início de 1961, David Barksdale, também conhecido como "Rei David", assumiu a liderança dos Devil's Disciples e nomeou diferentes membros para supervisionar várias áreas nos bairros.
O objetivo de Barksdale era reivindicar pequenas gangues ao redor da área e transformá-las em facções dos Black Disciples. Em 1966, a fim de ajudar a aumentar o recrutamento e neutralizar ameaças de outras gangues, David Barksdale criou a “Black Disciples Nation”, que ajudou a aumentar o número de recrutamento de membros para a casa dos milhares.
Em 1969, Larry Hoover, o líder da gangue rival, “Gangster Disciples”, concordou em uma fusão com Barksdale para criar uma gangue unificada chamada “Black Gangster Disciples Nation.” Isso tornou David e Larry "Reis", portanto, o apelido "Rei Davi" surgiu.
Logo depois que a aliança foi formada, Larry Hoover e um membro foram acusados e condenados pelo assassinato de outro membro e recebeu 150–200 anos de prisão. Com Larry na prisão, David estava totalmente no comando da gangue. Mais tarde, David Barksdale morreu devido a complicações renais aos 27 anos de idade, em 2 de setembro de 1974.
A morte de David Barksdale causou problemas na Black Gangster Disciple Nation (BGDN). A maioria dos BGDN acreditava em se tornar mais unificada após o falecimento de David, mas alguns se opuseram ao sentimento. As diferenças ideológicas levaram à criação de duas facções distintas: os "Black Gangsters Disciples" e os "Black Disciples". Isso gerou uma rivalidade entre as duas gangues, já que houve derramamento de sangue nas ruas imediatamente após sua criação.
Mickey e Bull assumiu os Black Disciples e fez as pazes com os Gangster Disciples. A liderança de Bull trouxe uma calmaria temporária na violência, até que ele foi assassinado nas ruas por Gangster Disciples em agosto de 1991. A reação imediata dos Black Disciples culminou em um tumulto, e três Gangster Disciples foram mortos em 7 de agosto de 1991. Entre 1991 e 1994, a rivalidade entre os Gangster Disciples e Black Disciples se intensificou. A rivalidade contenciosa chegou ao fim depois que Marvell Thompson (Primo de Nolan) interveio.

## A morte deYummy
Robert “Yummy” Sandifer juntou-se aos Black Disciples em 1994 com 11 anos de idade. Ele recebeu uma pistola semiautomática de 9 mm de seu líder e foi enviado para matar alguns membros de gangues rivais. Enquanto mirava em seus rivais, uma bala perdida da arma de Yummy atingiu e matou uma pedestre de 14 anos, Shavon Dean. Isso trouxe atenção muito indesejada para os Black Disciples nas notícias locais e nacionais.
O líder da gangue enviou dois irmãos, Derrick Hardaway e Cragg Hardaway, para se livrar de Yummy. Os dois irmãos atraíram Yummy para uma passagem subterrânea e atiraram nele duas vezes na nuca. Mais tarde, eles foram condenados por assassinato, e mais atenção indesejada foi dada aos Black Disciples - apesar de seus esforços para encobrir o envolvimento da gangue.

## Estrutura da gangue
Os Black Disciples tem mais de 300 conjuntos, com cerca de 30 a 40 membros em cada conjunto. A função de liderança de mais alto escalão é “King Shorty”. As posições de liderança permanente também incluem: o Ministro, Co-Ministro Assistente e o Demétrio. As posições de classificação mais baixas são os soldados e representantes.